# Observatorij Yerkes
Observatorij Yerkes (tudi Yerkesov observatorij) je astronomski observatorij pod nadzorom Univerze v Chicagu v Williams Bayu, Wisconsin v ZDA. Observatorij so zgradili na pobudo Georga Elleryja Halea leta 1897 z znatno denarno pomočjo Charlesa Tysona Yerkesa, po katerem observatorij nosi tudi ime. Observatorij predstavlja nov korak od preproste nastanitve daljnogleda in opazovalca k sodobni predstavi združitve opazovalnih naprav z dodatnimi fizikalnimi in kemijskimi laboratoriji. V observatoriju je nameščen 1016 mm (40 palčni) refraktor, daljnogled z lečo kot objektivom. Daljnogled je bil največji vse dokler niso na Mount Wilsonu zgradili močnejšega zrcalnega daljnogleda. Yerkesov daljnogled pa ostaja največji zgrajen refraktor.
Poleg refraktorja ima observatorij 1016 mm (40 palčni) in 610 mm (24 palčni) zrcalni daljnogled. Za izobraževalne namene uporabljajo tudi več manjših daljnogledov.
Raziskovalci se na observatoriju ukvarjajo z medzvezdno snovjo, tvorbo krogastih kopic, astronomijo v infrardečem in z telesi blizu Zemlje. Poleg tega Univerza v Chicagu v observatoriju vzdržuje dokaj veliko središče za izdelavo in vzdrževanje znanstvenih inštrumentov.
Trenutni predstojnik je Kyle M. Cudworth.